# Villeneuve-Loubet
Pour les articles homonymes, voir Villeneuve et Loubet.
Villeneuve-Loubet [vilnœv lube] (Vilanòva Lobet en provençal dans la norme classique et Vilonovo-Loubet dans la norme mistralienne) est une commune française située dans le département des Alpes-Maritimes, en région Provence-Alpes-Côte d'Azur. Elle est membre de la Communauté d'agglomération Sophia Antipolis.
Ses habitants sont appelés les Villeneuvois.

## Géographie

### Situation
Villeneuve-Loubet se situe sur le littoral de la Côte d'Azur, entre Cagnes-sur-Mer et Antibes, près de Nice (15 km à l'est).

### Communes limitrophes
| Roquefort-les-Pins | La Colle-sur-Loup | Cagnes-sur-Mer |
| Roquefort-les-Pins | Villeneuve-Loubet | Cagnes-sur-Mer |
| Biot Valbonne      | Antibes Biot      |                |

### Relief et géologie

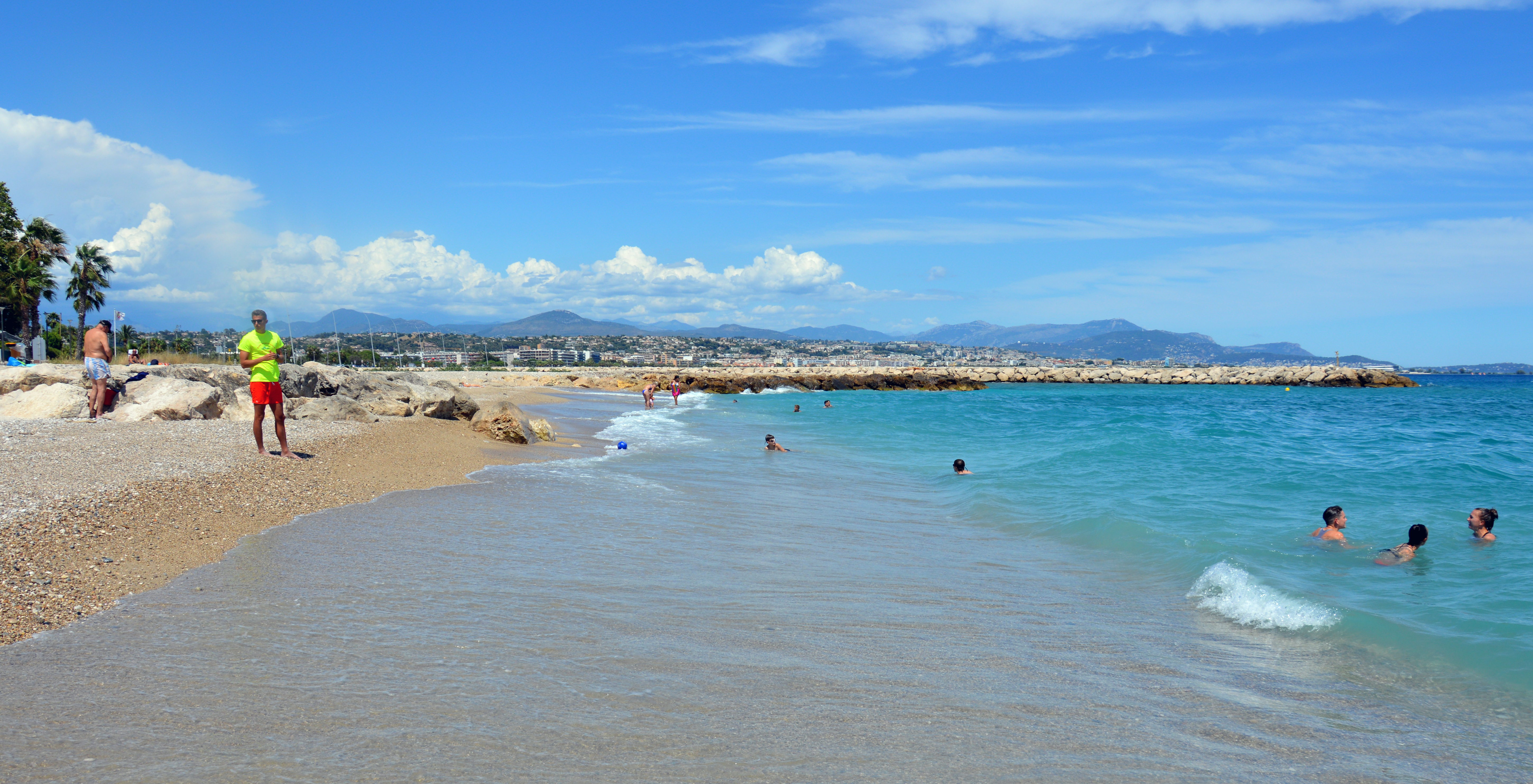
Plage des Bouches du Loup

La commune de Villeneuve-Loubet est constituée par la réunion de trois anciens territoires : à l'est, celui de Villeneuve, à l'intérieur des terres, qui inclut la colline sur laquelle est perché le vieux village ainsi que les quartiers résidentiels et les plaines alentour irriguées par le Loup ; le Loubet (désormais mieux connu sous l'appellation de Villeneuve-Loubet-plage), sur les rives de la Méditerranée, à l'ouest de l'embouchure du Loup (duquel il tire probablement son nom), fortement urbanisé depuis la seconde moitié du XXe siècle ; et enfin La Garde, territoire de collines culminant à 213 m. près du lieu-dit La Vanade et traversé par la route de Grasse.
Le village et la plaine du Loup, noyau historique de la commune, ainsi que le littoral, qui s'étend sur 3 km et dont le développement urbain est plus récent, confèrent une dimension bicéphale à l'agglomération villeneuvoise.
La topographie singulière de Villeneuve-Loubet a néanmoins limité son extension urbaine sur certaines portions de la plaine du Loup et sur le massif andésitique composant son arrière-pays vallonné, où l'urbanisation est beaucoup plus ponctuelle. Villeneuve-Loubet, qui dispose de 1 960 hectares  dont 1 125 sont occupés par des espaces naturels, forme ainsi l'une des seules communes littorales des Alpes-Maritimes dont l'urbanisation n'est que partielle.

### Hydrographie
Le territoire communal villeneuvois est entièrement situé dans le bassin hydrographique du Loup, à l'exception du Parc naturel de Vaugrenier, aux confins sud-ouest de la commune, dont les divers ruisseaux et l'étang naturel sont drainés par la Brague, autre fleuve côtier dont l'embouchure est située à Antibes.
Elle est traversée par un fleuve côtier et l'un de ses principaux affluents, ainsi que par divers autres cours d'eau et vallons mineurs :
- Le Loup (49,3 km), descendu des Préalpes de Grasse, qui entre dans la commune par le nord après avoir franchi de basses gorges sur le territoire de la commune de La Colle-sur-Loup, passe près du village et, peu après, matérialise la limite entre les territoires communaux de Villeneuve-Loubet et de Cagnes-sur-Mer jusqu'à son embouchure, juste à l'ouest de l'hippodrome de la Côte d'Azur. Un parc naturel départemental (qui s'étend également sur les deux communes voisines précitées) a été créé afin de protéger la faune et la flore de ses berges, dont la majeure partie sont toujours boisées[5].
- Le vallon du Mardaric, affluent droit qui conflue avec le Loup près du village et dont la vallée forme une plaine facilitant le passage vers le pays grassois, sur un site au relief assez marqué.
- Vallons de Grimou, de la Glacière, des Fabregouriers, du Pied de Digue, de Colle Longue, de la Pierre à Tambour.

### Climat
Pour des articles plus généraux, voir Climat de Provence-Alpes-Côte d'Azur et Climat des Alpes-Maritimes.
En 2010, le climat de la commune est de type climat méditerranéen franc, selon une étude du Centre national de la recherche scientifique s'appuyant sur une série de données couvrant la période 1971-2000. En 2020, Météo-France publie une typologie des climats de la France métropolitaine dans laquelle la commune est exposée à un climat méditerranéen et est dans la région climatique Var, Alpes-Maritimes, caractérisée par une pluviométrie abondante en automne et en hiver (250 à 300 mm en automne), un très bon ensoleillement en été (fraction d’insolation> 75 %), un hiver doux (8 °C) et peu de brouillards.
Pour la période 1971-2000, la température annuelle moyenne est de 15,7 °C, avec une amplitude thermique annuelle de 14,3 °C. Le cumul annuel moyen de précipitations est de 848 mm, avec 6,7 jours de précipitations en janvier et 2,1 jours en juillet. Pour la période 1991-2020, la température moyenne annuelle observée sur la station météorologique de Météo-France la plus proche, « Antibes », sur la commune d'Antibes à 9 km à vol d'oiseau, est de 15,9 °C et le cumul annuel moyen de précipitations est de 879,5 mm. 
La température maximale relevée sur cette station est de 38,5 °C, atteinte le 17 juillet 2003 ; la température minimale est de −4,4 °C, atteinte le 1er mars 2005,,.
| Mois                                  | jan.          | fév.            | mars          | avril          | mai            | juin          | jui.            | août            | sep.          | oct.           | nov.            | déc.          | année     |
| ------------------------------------- | ------------- | --------------- | ------------- | -------------- | -------------- | ------------- | --------------- | --------------- | ------------- | -------------- | --------------- | ------------- | --------- |
| Température minimale moyenne (°C)     | 4,2           | 4,3             | 6,5           | 9              | 12,8           | 16,7          | 19,1            | 19,1            | 15,7          | 12,4           | 8,2             | 5             | 11,1      |
| Température moyenne (°C)              | 8,8           | 9,1             | 11,4          | 13,8           | 17,6           | 21,5          | 24,1            | 24,3            | 20,8          | 17             | 12,7            | 9,7           | 15,9      |
| Température maximale moyenne (°C)     | 13,5          | 13,9            | 16,2          | 18,5           | 22,3           | 26,3          | 29,1            | 29,6            | 25,9          | 21,6           | 17,2            | 14,3          | 20,7      |
| Record de froid (°C) date du record   | −4 21.01.23   | −3,4 06.02.12   | −4,4 01.03.05 | 0,3 14.04.1998 | 4,1 07.05.1991 | 8,8 01.06.06  | 11,9 13.07.1993 | 11,7 23.08.1988 | 7 15.09.1988  | 0,5 30.10.1997 | −2,8 22.11.1998 | −3,3 30.12.05 | −4,4 2005 |
| Record de chaleur (°C) date du record | 22,8 11.01.15 | 26,3 15.02.1990 | 26 11.03.23   | 28 24.04.23    | 31,8 27.05.22  | 35,8 25.06.17 | 38,5 17.07.03   | 38,5 01.08.06   | 33,9 15.09.22 | 31 10.10.1997  | 27 04.11.04     | 23,2 11.12.23 | 38,5 2006 |
| Précipitations (mm)                   | 88,3          | 59,7            | 58            | 74             | 47             | 30,2          | 17,1            | 24,3            | 89,8          | 132,5          | 155,6           | 103           | 879,5     |

| Diagramme climatique                                  |             |           |         |            |              |              |              |              |               |              |          |
| J                                                     | F           | M         | A       | M          | J            | J            | A            | S            | O             | N            | D        |
| 13,54,288,3                                           | 13,94,359,7 | 16,26,558 | 18,5974 | 22,312,847 | 26,316,730,2 | 29,119,117,1 | 29,619,124,3 | 25,915,789,8 | 21,612,4132,5 | 17,28,2155,6 | 14,35103 |
| Moyennes : • Temp. maxi et mini °C • Précipitation mm |             |           |         |            |              |              |              |              |               |              |          |

Les paramètres climatiques de la commune ont été estimés pour le milieu du siècle (2041-2070) selon différents scénarios d'émission de gaz à effet de serre à partir des nouvelles projections climatiques de référence DRIAS-2020. Ils sont consultables sur un site dédié publié par Météo-France en novembre 2022.

### Voies de communication

#### Transports routiers
- RD 6007 (ancienne Route Nationale 7).
- Autoroute A8.
- Sorties et échangeurs :
  -  46 Bouches du Loup : Bouches du Loup / Villeneuve-Loubet-Plage
  -  47 Villeneuve-Loubet : Villeneuve-Loubet Centre, Vence, Cagnes-sur-Mer

### Transports
Villeneuve-Loubet est desservie par le réseau de transport en commun Envibus, qui dessert la Communauté d'agglomération Sophia Antipolis, et se situe sur l'itinéraire des lignes 620 (Nice-Cannes), 622 (Nice-Villeneuve-Loubet), 655 (Nice-Vence) et 650 (Nice-Grasse) du réseau Lignes d'Azur, desservant l'agglomération niçoise.

#### Lignes SNCF
La commune est desservie par la gare de Villeneuve-Loubet-plage des TER Provence-Alpes-Côte d'Azur.

## Urbanisme

### Typologie
Au 1er janvier 2024, Villeneuve-Loubet est catégorisée grand centre urbain, selon la nouvelle grille communale de densité à 7 niveaux définie par l'Insee en 2022.
Elle appartient à l'unité urbaine de Nice, une agglomération intra-départementale dont elle est une commune de la banlieue,. Par ailleurs la commune fait partie de l'aire d'attraction de Nice, dont elle est une commune du pôle principal,. Cette aire, qui regroupe 100 communes, est catégorisée dans les aires de 200 000 à moins de 700 000 habitants,.
La commune, bordée par la mer Méditerranée, est également une commune littorale au sens de la loi du 3 janvier 1986, dite loi littoral. Des dispositions spécifiques d’urbanisme s’y appliquent dès lors afin de préserver les espaces naturels, les sites, les paysages et l’équilibre écologique du littoral, tel le principe d'inconstructibilité, en dehors des espaces urbanisés, sur la bande littorale des 100 mètres, ou plus si le plan local d’urbanisme le prévoit.

### Occupation des sols
L'occupation des sols de la commune, telle qu'elle ressort de la base de données européenne d’occupation biophysique des sols Corine Land Cover (CLC), est marquée par l'importance des forêts et milieux semi-naturels (49,8 % en 2018), en diminution par rapport à 1990 (55,1 %). La répartition détaillée en 2018 est la suivante :
zones urbanisées (28,1 %), forêts (26 %), milieux à végétation arbustive et/ou herbacée (23,9 %), espaces verts artificialisés, non agricoles (7,9 %), zones industrielles ou commerciales et réseaux de communication (6,4 %), prairies (2,9 %), mines, décharges et chantiers (2,8 %), zones agricoles hétérogènes (1,8 %), eaux maritimes (0,2 %).
L'évolution de l’occupation des sols de la commune et de ses infrastructures peut être observée sur les différentes représentations cartographiques du territoire : la carte de Cassini (XVIIIe siècle), la carte d'état-major (1820-1866) et les cartes ou photos aériennes de l'IGN pour la période actuelle (1950 à aujourd'hui).

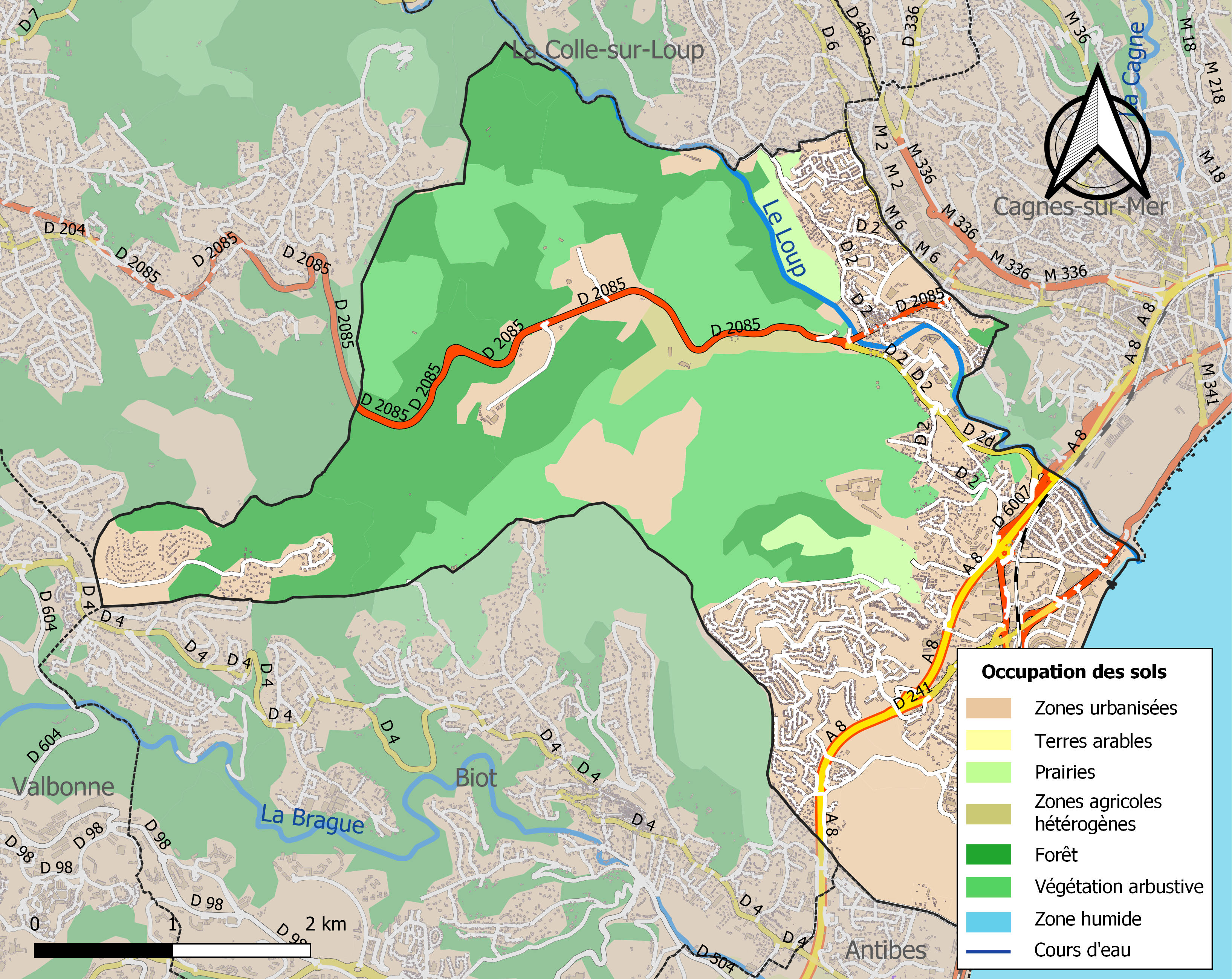
Carte de l'occupation des sols de la commune en 2018 (CLC).

### Projets
Un projet de RFF vise à couvrir sur 301 mètres de long la voie ferrée qui va de Cannes-Antibes à Nice avec le rétablissement de la voirie de surface (RFF serait maître d'ouvrage), avec des aménagements de voiries et de parkings en surface (sous maîtrise d'ouvrage communale), de manière aussi à diminuer les nuisances sonores et à améliorer la qualité de vie des riverains, tout en répondant à un projet de construction d'une 3e voie entre Cannes-Antibes et Nice.

## Histoire

### Antiquité
Les plus anciennes traces d'occupation sur la commune remontent à la protohistoire avec un habitat dispersé sur plusieurs sites, mais les restes d'occupation les plus importants à l'heure actuelle remontent à l'âge du fer et surtout à la période romaine.

#### Saint-Andrieu
Situé sur une colline surplombant la mer près de la limite avec la commune de Cagnes-sur-Mer, le site de Saint-Andrieu, fouillé dans les années 1970 par Georges Rogers, a livré les traces d'un habitat de hauteur indigène, probablement des Ligures Décéates. Une tradition fondée sur la surinterprétation des sources veut que Saint-Andrieu soit Aegytna, capitale des Décéates détruite en -154 av. J.-C. par le consul romain Quintus Opimius. Les découvertes archéologiques contredisent cette hypothèse. Les fouilles ont livré du mobilier qui montre des échanges intenses avec les Grecs de Marseille, par l'intermédiaire d'Antibes et une occupation continue depuis le Ve siècle av. J.-C. jusqu'à l'époque d'Auguste. Les céramiques importées (amphores de Marseille, amphores italiques, céramique grise monochrome, céramiques campaniennes, céramique sigillée italiques...) sont associées à des céramiques modelées indigènes.
Sous l'Empire, le site est restructuré. Une exploitation agricole avec un pressoir pour produire de l'huile ou du vin remplace l'habitat indigène. Des niveaux du IIIe siècle, riches en céramiques importées (sigillées claires gauloises, sigillées claires africaines, lampes à huile...) ont été identifiés.
Les couches les plus superficielles du site ont encore fourni des céramiques de l'Antiquité tardive (sigillées claires provenant d'Afrique du Nord) et du Moyen Âge (pégau) antérieures au XIIIe siècle. Ces céramiques témoignent d'une continuité d'occupation entre l'Antiquité et le Moyen Âge classique.

Les céramiques médiévales sont associées à des structures de stockage enterrées (silos) et des restes de murs passablement arasés. Il peut s'agir des ultimes traces d'une agglomération antérieure à la création de Villeneuve-Loubet, dont la chapelle Saint-Andrieu devait être le centre spirituel.

#### Le Cloteirol
Le site du Cloteirol n'a jamais été étudié profondément. Des parallèles peuvent toutefois être établies avec de nombreux sites archéologiques des Alpes-Maritimes. Il s'agit d'un habitat de hauteur protégé par une enceinte en pierres sèches. Il est souvent considéré comme un oppidum des anciennes populations ligures. Le mobilier, mis au jour lors de prospections et conservé au Musée d'Art et d'Histoire de Provence, à Grasse, montre une occupation depuis l'extrême fin de l'âge du fer, une transformation du site en petite agglomération agricole au Haut-Empire et un abandon durant l'Antiquité tardive.
On doit encore noter la découverte sur le site d'une stèle funéraire datée du IIe siècle.

#### Les sites archéologiques du parc de Vaugrenier
Le parc de Vaugrenier recèle un grand nombre de sites archéologiques antiques. Le plus ancien se trouve sur les pentes de la colline au centre du parc, en contrebas d'une petite ferme datée du Ier siècle qualifiée à tort de maison gréco-ligure par les fouilleurs des années 1960. Il s'agit d'un sanctuaire de plein air. Des céramiques portant des inscriptions dédicatoires en langue grecque étaient fracassées et ainsi sacrifiées. On connaît d'autres sanctuaires similaires dans l'aire culturelle des Grecs de Marseille, notamment l'Acapte à Giens, tout près de lakatoikia d’Olbia sur le territoire de la commune de Hyères. Le sanctuaire semble avoir fonctionné entre le IIe siècle av. J.-C. et le début de l'époque d'Auguste.
Les fouilles archéologiques effectuées depuis les années 1960 au sud-est du parc, face au littoral, ont permis la mise au jour d'une petite agglomération d'époque romaine,,,. Elle s'organise de part et d'autre d'un tronçon de la via Julia Augusta fondée sous le règne d'Auguste qui traverse le parc et l'étang de Vaugrenier en direction d'Antibes, parallèlement à l'ex Nationale 7. Le monument le plus spectaculaire est un temple de tradition italique, dont la construction est contemporaine du tracée de la voie. Les autres constructions sont des boutiques aux fonctions artisanales alignées.
L'agglomération semble avoir été fondée à l'époque d'Auguste probablement par l'attribution de terres à des soldats vétérans de la légion romaine dans le but de mettre en valeur ou d'assainir le littoral marécageux de la périphérie d'Antipolis et d'assurer le contrôle de la région. Elle périclite dans la seconde moitié du Ier siècle, probablement en 69 à la suite des luttes entre les partisans d'Othon, de Vitellius et de Vespasien.
Si l'agglomération disparaît en tant que telle dans la seconde moitié du Ier siècle, le site de Vaugrenier reste occupé. En témoignent :
- de nombreuses sépultures datées du Ier siècle à l'Antiquité tardive mises au jour dans le parc au plus près de la nationale 7[31] ;
- la construction d'un bâtiment à vocation agricole daté du IIIe siècle empiétant sur la voie près du temple[28] ;
- des fosses destinées à la récupération des pierres ayant servi à la construction de l'agglomération, datant du Ve siècle[32].

Par ailleurs, au sommet de la colline, au centre du parc, des prospections de surface ont permis d'identifier les traces de plusieurs exploitations agricoles datant du Haut-Empire.

#### Le "Trophée" de la Brague
Une série de blocs de pierres ornées de motifs militaires antiques (casques et boucliers gaulois, glaives, enseignes militaires…) ont été découverts au début du XXe siècle au quartier de la Brague ou des Groules en limite de la commune d'Antibes aujourd'hui conservé au Musée d'Archéologie d'Antibes. Ils ont été interprétés, à tort, comme faisant partie d'un trophée commémorant la victoire du consul Quintus Opimius sur les Décéates et les Oxybiens en -154. Il semble plutôt s'agir d'un mausolée édifiée entre au milieu du Ier siècle av. J.-C. par des vétérans installés dans les environs de Vaugrenier.

### Moyen Âge et origines de Villeneuve-Loubet
La commune a été constituée à partir de plusieurs fiefs anciennement occupés au haut Moyen Âge :
- le Gaudelet dont le château est décrit comme étant détruit au milieu du XIIIe siècle mais qui semble remonter au plus tard au XIe siècle ;
- Saint-Andrieu dont l'origine a été évoquée plus haut et qui ne semble plus occupé au-delà du XIIIe siècle, à l'exception de la chapelle Saint-Andrieu fréquentée par les habitants de Villeneuve-Loubet jusqu'à la Révolution française. Cette dernière appartient encore à la commune ;
- le Loubet, connu dès le XIe siècle, pourvu d'un habitat fortifié et d'une église au XIIe siècle ;

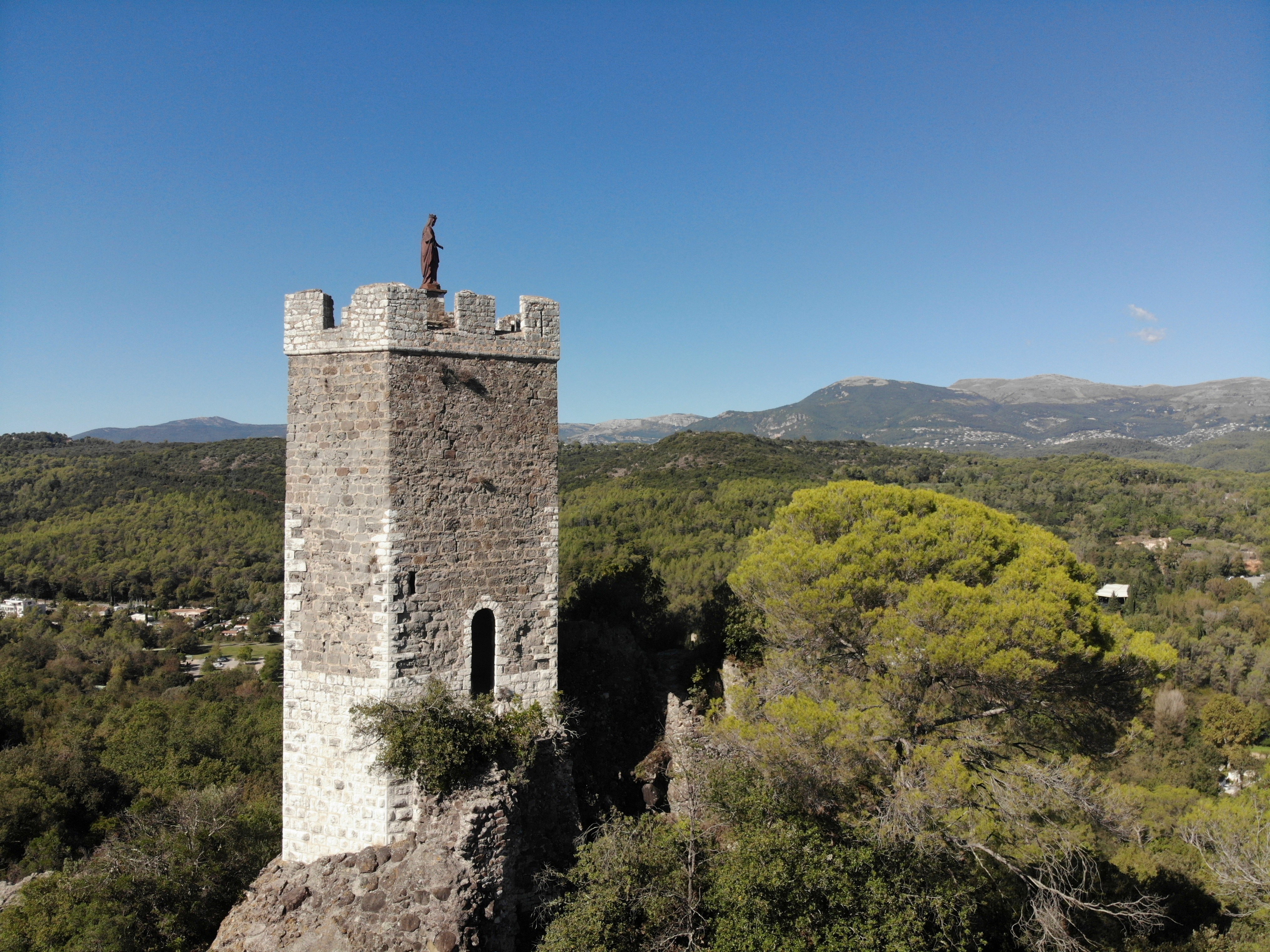
Tour de la Madone (ou Tour de la Garde)

- la Garde dont la première mention date du début du XIIe siècle et qui est décrit comme un habitat fortifié possédant deux églises au XIIe siècle. Le village est détruit au début du XIIIe siècle, puis reconstruit au lieu-dit Tour de la Madone, avant de disparaître à la fin du XIVe siècle ;
- Villeneuve fondée vers 1234 par Romée de Villanova d'une famille catalane, au service des comtes de Provence de la Maison de Barcelone qui cherchent à asseoir leur pouvoir en Provence orientale. Il fait ériger un château à l'emplacement de l'actuel château de Villeneuve-Loubet. Un village et une église sont attestés au début du XIVe siècle[36].

L'une des particularités de la seigneurie fondée par Romée de Villanova au XIIIe siècle est qu'elle réunit des territoires relevant à la fois de l'évêché de Vence (nouveau village de Villeneuve) et de l'évêché de Grasse (le Loubet et la Garde, alors dépeuplés), séparés par le cours du Loup du Ve siècle jusqu'à la Révolution française.
À la mort de Romée (v. 1250), la seigneurie de Villeneuve est rachetée par Charles Ier d'Anjou, comte de Provence.
Villeneuve-Loubet, comme l'ensemble du comté de Provence, est durement éprouvée par la peste noire et la guerre civile consécutive à l'assassinat de la reine Jeanne avant d'être réunie à la France en 1487.

### Renaissance
Au XVIe siècle, la seigneurie de Villeneuve-Loubet, passée aux mains des Lascaris, est repeuplée et son village reconstruit par des populations venues du val d'Oneille, en Ligurie.
Le village, situé à quelques kilomètres seulement de la frontière séparant la Provence française du comté de Nice, fief impérial, est envahi à deux reprises par les armées de Charles Quint en 1524 et 1536.
En 1538, François Ier choisit le château de Villeneuve-Loubet comme base et y séjourne plusieurs jours, le temps que soit négociée la trêve de Nice dans le but de mettre un terme aux différends opposant le roi de France à l'empereur Charles Quint dans le cadre des guerres d'Italie. Cet événement est commémoré et célébré tous les ans, en été, à l'occasion des soirées Renaissance.

### Villeneuve-Loubet duXIXesiècleà la Seconde Guerre mondiale
À la Belle Époque, Villeneuve-Loubet avoisine le millier d'habitants. C'est une petite bourgade essentiellement agricole qui vit de ses cultures maraîchères (choux, haricots, courgettes, carottes...), de l'olivier, du blé, du tabac et des cultures florales (rose de mai, menthe poivrée, géranium...) destinées aux parfumeries grassoises.
C'est à cette époque que naissent les prémices de la vocation touristique du site de Villeneuve-Loubet, non pas prisé alors pour son littoral, mais pour ses rives du Loup, classées en 1899 « destination champêtre de prédilection pour les familles azuréennes » par la Une du Petit Niçois. Des hôtels-restaurants et des guinguettes s'installent sur les berges de la rivière, fréquentées par les bourgeois de Nice et de Grasse.
En 1906, le village de Villeneuve-Loubet est desservi par les lignes du T.A.M. (tramways des Alpes-Maritimes) Cagnes-Grasse, Cagnes-Antibes et Cagnes-Vence, permettant à ses habitants d'exporter plus facilement leurs productions vers les grands centres marchands d'Antibes, de Grasse (notamment les plantes à parfum) et de Nice, via Cagnes. Le tramway entre dans Villeneuve-Loubet par le tunnel (aujourd'hui routier) construit pour l'occasion et traverse l'actuelle avenue de la Libération jusqu'au poste de police municipale, dont le bâtiment était à l'origine la halte routière de la commune (c'est par ailleurs au même endroit que le village est actuellement desservi par le réseau de bus des Lignes d'Azur).
L'ouvrage le plus remarquable de cette époque est néanmoins le viaduc des Vignes, qui enjambe un ravin d'une vingtaine de mètres de profondeur entre Villeneuve-Loubet et Roquefort (ligne Cagnes-Grasse), et où s'est produit un terrible accident dans la soirée du mercredi 17 septembre 1913. Les attaches du tramway se rompent et la première voiture bute contre le parapet pendant que les trois autres vont s'abîmer en miettes dans le vallon. Le bilan final fait état de 17 morts (dont 12 soldats) et 33 blessés, qui sont évacués et conduits vers l'hôpital Saint-Roch de Nice. Cet incident majeur sera l'une des raisons invoquées pour le démantèlement du réseau des T.A.M. dans les années 1930. Quant au viaduc des Vignes, il est toujours sur place mais son accès est demeuré strictement interdit.
Durant l'entre-deux-guerres, Villeneuve-Loubet est fréquentée par Philippe Pétain, qui y fait l'acquisition d'un domaine et d'une villa au lieu-dit les Ginestières.
Le 26 août 1944, Villeneuve-Loubet est le théâtre d'une bataille opposant des soldats allemands au 1er détachement du service spécial, composée d'une armée américano-canadienne faisant marche pour la libération de Nice. La tour du château médiéval est endommagée par un obus de l'US Navy qui fait des dommages collatéraux. En 2006, un étudiant découvre la présence des corps de quatorze soldats allemands tués au cours de cette bataille dans une fosse commune.

### Villeneuve-Loubet depuis 1945
Dans les premières années suivant la guerre, alors que la plupart du rivage méditerranéen de la Côte d'Azur est déjà fortement urbanisé et soumis au tourisme de masse, le littoral villeneuvois ne présente encore que de vastes exploitations d'oliviers traversées par la route nationale et le chemin de fer. Il s'adapte donc dans un premier temps à cette situation géographique et sociale par la transformation progressive de ses nombreuses parcelles agricoles en terrains de campings. En 1957, 29 des 128 campings du département sont situés à Villeneuve-Loubet.
Néanmoins, ce modèle de tourisme naturel ne va pas tarder à céder à la pression immobilière et à la densification urbaine (accentuées par la construction du tronçon Estérel Côte d'Azur de l'autoroute A8 en 1955-1957) à laquelle Villeneuve-Loubet n'échappera pas durant les Trente Glorieuses. Les hôtels et les restaurants, moins spacieux et laissant une plus grande place aux infrastructures balnéaires, remplacent les campings.
Une zone d'activités industrielle et commerciale s'implante le long de la route nationale 7 tandis que quelques parcelles agricoles aux alentours du village sont toujours en activité, le concours ultra-local de Miss Carotte est même célébré dans les années 1960.
Le 19 février 1969 meurent dans leur hôtel deux champions cyclistes, Jean-Pierre Ducasse et Michel Bon, à cause d'un appareil de chauffage défectueux.
Près du village comme sur la côte, divers programmes immobiliers d'envergure voient le jour tels que les Hameaux du Soleil, le domaine Saint-Andrieu (sur le site de l'ancien village éponyme, dont il ne subsiste que la chapelle), ou les Hauts de Vaugrenier, domaine de 130 hectares loti de plus de 1000 unités d'habitations en 1973, sur les premiers contreforts des collines qui surplombent le littoral et la forêt de Vaugrenier (dont le déboisement partiel au profit d'un centre touristique haut de gamme comprenant notamment un parcours de golf, des courts de tennis et une piscine resta à l'état de projet après avoir rencontré l'opposition du conseil municipal).
Le plus ambitieux et emblématique de ces projets résidentiels est celui de Marina-Baie des Anges, dont la construction s'est étalée de 1969 à 1992 à la suite de divers imprévus et d'une longue pause laissant le chantier inachevé pendant près d'une décennie. Cet ensemble constitué de quatre grands immeubles en forme de vagues et d'un port de plaisance est aujourd'hui l'un des plus emblématiques du littoral azuréen et est classé patrimoine architectural du XXe siècle.

## Politique et administration

### Jumelages
Forlimpopoli (Italie)
La procédure d'intégration à l'unification européenne, à la paix et à la coopération parmi les peuples a amené Villeneuve-Loubet, patrie du grand chef Auguste Escoffier, et Forlimpopoli, patrie de Pellegrino Artusi, à se retrouver autour de la gastronomie. Jumelage célébré en l'an 2000.

## Population et société

### Démographie
L'évolution du nombre d'habitants est connue à travers les recensements de la population effectués dans la commune depuis 1793. Pour les communes de plus de 10 000 habitants les recensements ont lieu chaque année à la suite d'une enquête par sondage auprès d'un échantillon d'adresses représentant 8 % de leurs logements, contrairement aux autres communes qui ont un recensement réel tous les cinq ans,.

En 2022, la commune comptait 16 729 habitants, en évolution de +14,02 % par rapport à 2016 (Alpes-Maritimes : +2,85 %, France hors Mayotte : +2,11 %).
| 1793 | 1800 | 1806 | 1821 | 1831 | 1836 | 1841 | 1846 | 1851 |
| ---- | ---- | ---- | ---- | ---- | ---- | ---- | ---- | ---- |
| 455  | 307  | 534  | 653  | 618  | 791  | 779  | 722  | 743  |

| 1856 | 1861 | 1866 | 1872 | 1876 | 1881 | 1886 | 1891 | 1896 |
| ---- | ---- | ---- | ---- | ---- | ---- | ---- | ---- | ---- |
| 685  | 766  | 735  | 730  | 734  | 830  | 942  | 890  | 793  |

| 1901 | 1906 | 1911 | 1921 | 1926  | 1931  | 1936  | 1946  | 1954  |
| ---- | ---- | ---- | ---- | ----- | ----- | ----- | ----- | ----- |
| 878  | 843  | 967  | 912  | 1 266 | 1 236 | 1 520 | 1 402 | 1 914 |

| 1962  | 1968  | 1975  | 1982  | 1990   | 1999   | 2006   | 2011   | 2016   |
| ----- | ----- | ----- | ----- | ------ | ------ | ------ | ------ | ------ |
| 2 769 | 3 865 | 6 001 | 8 083 | 11 539 | 12 935 | 14 104 | 14 995 | 14 672 |

| 2021   | 2022   | - | - | - | - | - | - | - |
| ------ | ------ | - | - | - | - | - | - | - |
| 16 779 | 16 729 | - | - | - | - | - | - | - |

### Enseignement
La commune de Villeneuve-Loubet est rattachée à l'académie de Nice. Elle comporte trois groupes scolaires : St-Georges, Les Plans et Antony Fabre. S'y ajoutent l'école élémentaire des Maurettes ainsi que la maternelle de Vaugrenier. La poursuite d'études s'effectue ensuite au collège Romée de Villeneuve. La mairie possède un partenariat avec l'école Île Verte de Valbonne, permettant aux enfants qui résident dans les lotissements proches d'y accéder.
La ville possède trois crèches : Les Rives, Les Ferrayonnes et une crèche avec des places partagées entre des entreprises et les Villeneuvois.

### Sécurité
La sécurité est assurée par la Gendarmerie nationale et la police municipale. En 2022, la commune emploie 28 policiers municipaux.

### Associations
ADEV - Association Défense Environnement Villeneuve est une association loi de 1901 agréée pour la protection de la nature et la défense de l'Environnement sur l'ensemble du territoire du département des Alpes Maritimes.
L'association participe aux grands sujets de défense de l'environnement du département : gestion des déchets, protection des nappes phréatiques, protection de l'air, des transports... mais aussi la qualité de vie des populations. L'ADEV a joué un rôle très actif et prépondérant dans la fermeture de la décharge de la Glacière. Depuis 2009, elle se bat contre le gigantesque projet de stockage de déchets inertes situé sur l'ancienne carrière de la Roque à Roquefort Les Pins.
En 2013, un documentaire de Martin Esposito intitulé Super Trash met en lumière la situation de la décharge de la Glacière.

#### Music Hop
Association loi de 1901 créée par Fabienne Hary en 1992.
Cette association villeneuvoise intervient auprès des enfants malades, via la musique, pour leur apporter la vie et la poésie.

### Sports
En football, la saison 2005/2006 fut très belle pour l'équipe fanion de l'Étoile Sportive de Villeneuve-Loubet. Après un joli parcours en coupe de France (3e tour) et en coupe Côte d’Azur (quart de finaliste, les joueurs de Philippe Penalba ont remporté le titre de Promotion 1re Division. Cette saison, ils ont continué sur leur lancée en se qualifiant pour le 3e tour de la coupe de France version 2006/2007, après une victoire en prolongations face à la formation varoise de Ramatuelle (PHB). Aujourd'hui, l'équipe est en PHB.
La commune de Villeneuve-Loubet propose une aire de planche à roulettes publique ouvert aux pratiquants de skateboard, de roller et de BMX. Malgré l'interdiction, cet endroit est le plus souvent fréquenté par de jeunes pratiquants de trottinette ; le skatepark étant situé en face du collège Romée-de-Villeneuve. Le skatepark a été construit par l'entreprise Vendetta et comprend 2 quarter-pipes, 1 half-pipe et une plateforme (funbox).
Le site est actuellement ouvert.

### Cultes

#### Église catholique
- Église Saint-Marc, avenue de Bellevue (XVe siècle). Les vitraux ont été réalisés par l'artiste peintre Pier Lecolas en 2006.
- Église Saint-Christophe, dans une ancienne usine de fabrication de bouchons, chemin de l'église Saint-Christophe (XXe siècle).
- Chapelle des Roches, corniche Notre-Dame (1850), de son vrai nom Notre-Dame d'Espérance, Allée du Souvenir près du [cimetière].
- Chapelle Notre-Dame, à l'intérieur du château (XIVe siècle).
- Ancienne église de la Sainte-Trinité, dite église de La Garde, ou ancienne église Saint-Martin de La Garde (XIIe siècle).
- Chapelle Saint-Andrieu, chemin de la Chapelle, intégrée dans le lotissement homonyme depuis les années 1970 (XVIe siècle).

## Économie
Villeneuve-Loubet est une station balnéaire à l'économie largement tertiarisée où le tourisme occupe une place de premier rang tandis qu'une zone d'activités et de nombreux commerces sont implantés le long de l'ancienne nationale 7 (Pôle Marina-7). Le centre commercial Polygone Riviera, situé tout près du village sur la commune de Cagnes-sur-Mer, ainsi que la proximité de ville de Nice et de la technopole de Sophia Antipolis représentent d'importantes sources d'emploi pour la commune.

## Évènements et manifestations
La programmation culturelle et festive de Villeneuve-Loubet se compose notamment de :
- Les Fêtes gourmandes, dates variables, s'étalent sur deux nuits d'été et rendent hommage au chef Auguste Escoffier. De nombreuses dégustations gastronomiques, et notamment de pêches Melba, ainsi que des concerts de variétés italiennes sont proposés.
- Les Soirées Renaissance, dates variables, s'étalent sur deux nuits d'été avec scénographie, cortège royal, musiques, bal. Commémoration du séjour du roi François Ier au château de Villeneuve pendant la Renaissance.
- Le Salon du Livre d'Histoire, dates variables, salon qui s'étale sur un week-end et ayant lieu au Pôle Culturel Auguste Escoffier, avec rencontres et dédicaces, projections et débats avec une trentaine d'écrivains. Il célèbre sa dixième édition en 2024.
- Les marchés : au village, près de l'hôtel de ville, sont organisés tous les mercredis le marché provençal hebdomadaire, le marché italien les derniers dimanches du mois, des marchés nocturnes hebdomadaires l'été, et le marché de Noël en décembre.

En plus des festivités communes au reste de la France telles que Noël, le nouvel an, la fête nationale, fête de la musique, etc.

## Patrimoine

### Lieux et monuments

#### Le village Renaissance

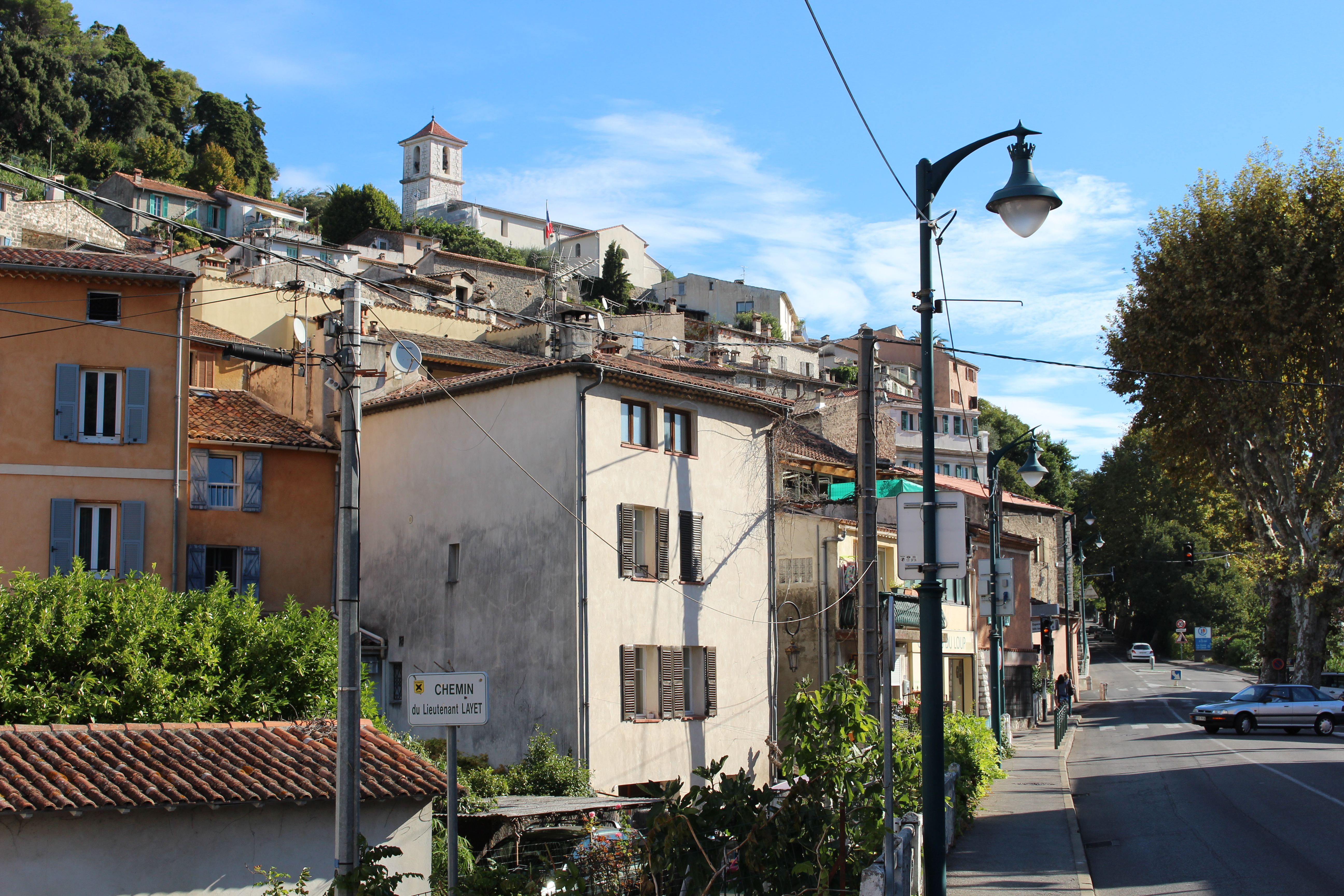
Vue du village et de l'église Saint-Marc depuis l'avenue de la Libération

Le vieux village de Villeneuve-Loubet, implanté sur les pentes d'un éperon rocheux, domine la vallée du Loup et bénéficie d'une vue qui s'étend jusqu'à la mer.
Le bâti s'organise autour du château tandis que les rues suivent les différentes courbes de niveau et ont généré la construction de maisons par étages. Le village médiéval, qui occupait vraisemblablement les pentes de la même colline, a totalement disparu. Il ne subsiste, comme témoin du XIIIe siècle, que le château.
Reconstruit au XVIe siècle sous l'impulsion des Lascaris de Tende, après les grandes épidémies qui avaient causé son déclin, le village offre aujourd'hui quelques belles portes de style Renaissance, des calades fleuries et de riantes ruelles qui conduisent à l'église Saint-Marc ou au musée de l'Art culinaire aménagé dans la maison natale d'Auguste Escoffier. On peut également y remarquer deux lavoirs plutôt récents (1948, l'eau courante étant arrivée tardivement dans le village).

#### Le château de Villeneuve-Loubet

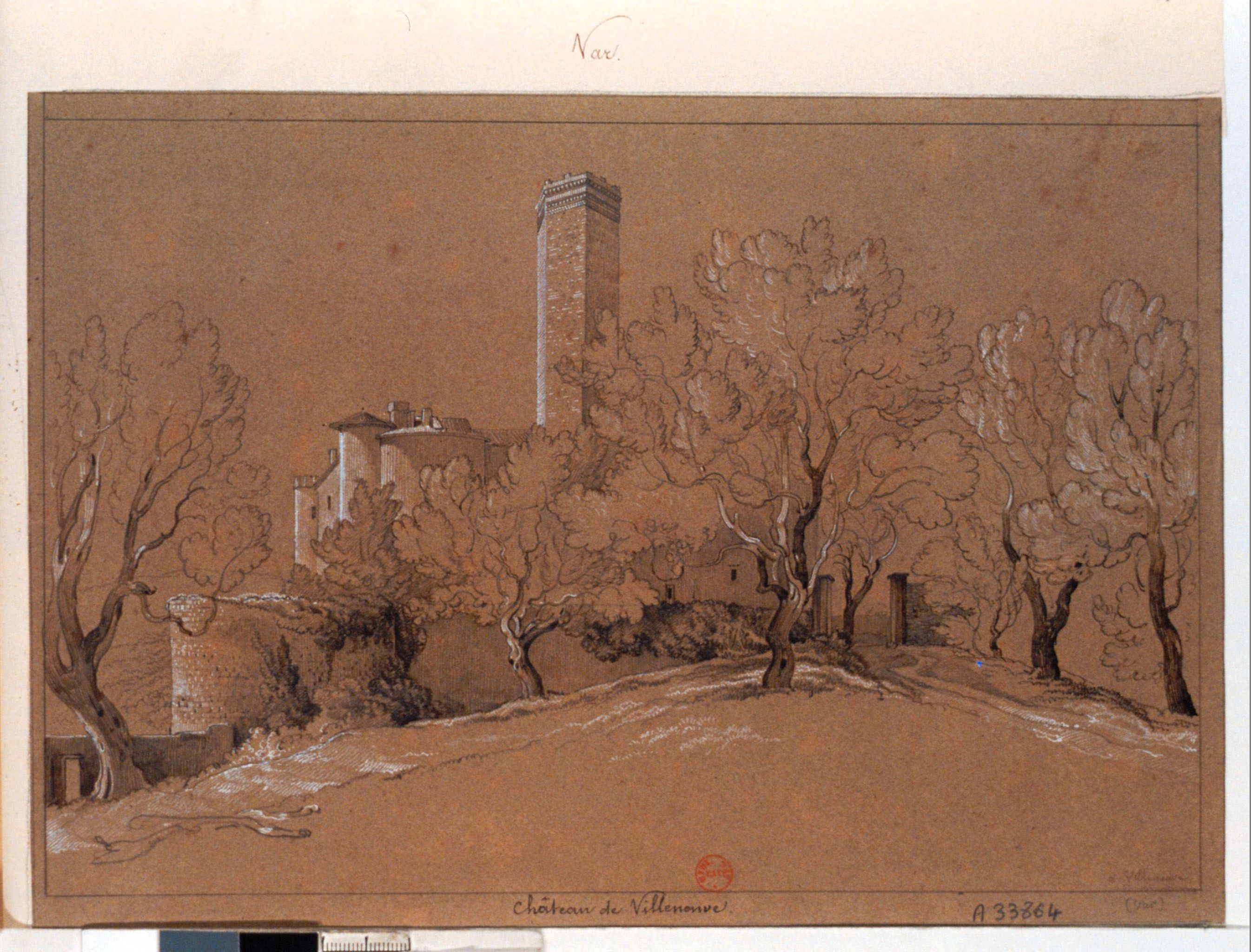
Château de Villeneuve, dessin à la plume et encre brune

Fondé au XIIIe siècle  par Romée de Villeneuve, il est composé de quatre bâtiments autour d'une cour intérieure trapézoïdale et d'un donjon de forme pentagonale. Aux quatre angles se dresse une tour. Protégé par deux enceintes munies de créneaux et de meurtrières, le château a gardé l'allure austère d'une forteresse médiévale.
Claude de Savoie y accueillit son cousin germain, François Ier. C'est au château que le roi de France signa la trêve de Nice, le 18 juin 1538. Le château, confié ensuite à des intendants, se dégrada petit à petit, jusqu'au jour où Auguste de Thomas l'acheta en 1679 et le fit restaurer. En 1742, il entra par héritage dans la famille de Panisse Passis.

#### L'église Saint-Marc
À l’origine, cet édifice religieux est construit à la fin du XVe siècle, sur l’initiative des Lascaris, comtes de Tende et seigneurs de Villeneuve. L’église est consacrée d’abord à Notre-Dame du Gaudelet, puis dédiée définitivement à saint Marc au XIXe siècle, saint patron de Villeneuve déjà depuis plusieurs siècles.
Une nef de trois travées se prolonge par un chœur de même largeur. De part et d’autre de la troisième travée, deux chapelles latérales forment un plan cruciforme. Celle de droite sert de tombeau aux marquis de Panisse-Passis ; elle porte la date de 1842. Le chœur est couvert d’une croisée d’ogives de section carrée. Les trois travées de la nef sont couvertes d’un berceau plein cintre à pénétrations. Les deux chapelles latérales sont couvertes d’un berceau plein cintre. L’intérieur est richement décoré par des revêtements de couleurs, des fresques et des toiles. La façade principale de l’église comporte une porte d’entrée en bois peinte, encadrée de pierres de taille et une ouverture en plein cintre, décorée de vitraux, qui permet d’éclairer la nef dans sa longueur. Le clocher, qui remplace un autre clocher-tour mentionné au XVIIe siècle, est une tour de pierre dressée datée de 1854. L’entrée est accessible par un palier, qui est surélevé de quelques marches.
Située en contrebas du château, elle offre un panorama qui s’étend de la vallée du Loup jusqu’à la mer.

#### Le musée Escoffier de l'Art culinaire
Niché au cœur du village, le musée, créé en 1966, est installé dans la maison natale d’Auguste Escoffier, père de la cuisine moderne et premier ambassadeur de la gastronomie française à l’étranger. Pour le grand public, il est le créateur de la célèbre pêche Melba. Pour tous les grands chefs d’aujourd’hui, il reste une référence indispensable et son fameux Guide culinaire est pour eux une véritable bible. Offrir la meilleure visibilité de l’œuvre d’Auguste Escoffier et préserver sa mémoire, tel est l’esprit de ce musée. Actuellement, sept espaces présentent les souvenirs du Maître : objets, vaisselle et ustensiles d’époque, une riche documentation, ou de savoureux menus. « Mon succès », déclara Auguste Escoffier, « vient de ce que mes meilleurs plats ont été créés pour les dames ». La pêche créée en l’honneur de la cantatrice Nellie Melba est devenue célèbre dans le monde entier.

#### Le musée d'Histoire et d'Art (ex-musée militaire)
Proposée sur quatre niveaux, la visite présente un espace voué aux expositions temporaires et thématiques au 1er étage. Le second et le troisième étage abritent une collection inédite retraçant l'histoire de l'armée française au XXe siècle. Intéressant musée consacré aux grands conflits du XXe siècle dans lequel la France a été engagée : les deux guerres mondiales (1914-1918, 1939-1945), la guerre d'Indochine (1945-1954), celle d'Algérie (1954-1962), les interventions au Tchad et au Zaïre (1969-1984), au Liban (1982-1987) et la guerre du Golfe (1991).

#### La chapelle Notre-Dame d'Espérance
Dite aussi Notre-Dame des Roches, elle était autrefois dédiée à Notre-Dame des Sept douleurs. Elle fut probablement remaniée en 1860. Les premières mentions en sont faites au XVIIe siècle : elle reçoit la visite pastorale de l’évêque en 1699. Elle se dresse sur un éperon rocheux, en contrebas du château. C’est un petit édifice de plan carré, couvert d’un berceau plein cintre. La façade est percée d’un jour semi-circulaire au-dessus de la porte et de deux jours rectangulaires, des « fenestrons », de part et d’autre de celle-ci.

#### La tour de la Madone

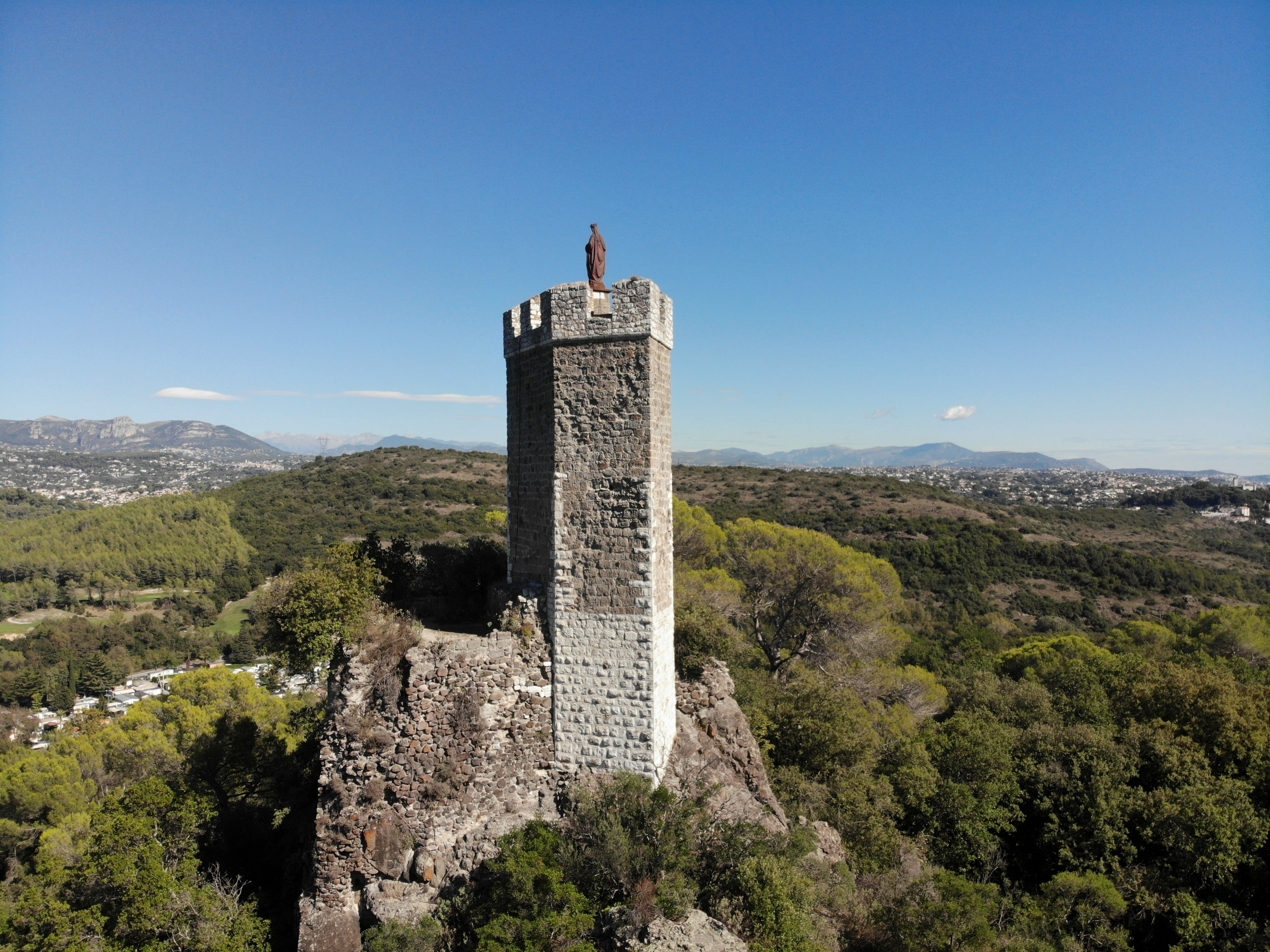
La tour de la Madone.

À environ quatre kilomètres à l'ouest du village, au lieu-dit du Jas de Madame, sur un plateau rocailleux, se dresse la tour de la Madone, datant du XIIIe siècle, surmontée d'une statue de la Vierge ajoutée au XIXe siècle. Ce donjon carré haut de 14 m est le dernier vestige subsistant de l'ancien château de La Garde. Celui-ci était entouré d'un village bâti en enfilade dont il subsiste des escaliers, une plateforme qui portait une basse-cour, des pans de murs ainsi que les ruines d'une chapelle rurale (où les Villeneuvois ont participé à des messes annuelles jusqu'au début du XXe siècle), le tout en pierres karstiques (dolines, avens, lapiaz) du pays.
Les conditions tragiques de la disparition de ce village font l'objet de diverses légendes locales, dont l'historicité semble plus ou moins fantasmée. Les événements sont relatés ainsi dans les archives de Saint-Paul-de-Vence : « Féraud de Cabris, moine et prieur de Rochefort, ayant rassemblé un grand nombre de gens d'armes dans les châteaux de Rochefort et de La Garde, faisant des grandes vilenies contre les voisins et passants, et, ayant grossi ses troupes, fait assiéger le château de Draguignan, où il mit le feu et brûla ceux qui étaient dedans, et continua ses violences dans toute la Provence. Le Roi Robert donna commission à la communauté de Grasse de s'en saisir ou s'en défaire; lesquels étants allés à Rochefort pour exécuter l'ordre du Roy furent repoussés et maltraités, ce que le Roy ayant appris, donna la commission à la communauté de Saint-Paul lesquels ayant expié le temps que son temps était allé à la petite guerre et que lui restait avec peu de gens, tous les habitants de Saint-Paul, hommes, femmes et enfants y furent envestir le château de tous caustés et, s'étants mis en défense, ne peut pas empêcher qu'ils ne missent le feu au château, et qu'ils ne fussent brûlés avec touts ceux qui étaient dedans, comme il avait fait à Draguignan ».
Ce château serait donc jumeau de celui de Roquefort, qui semble avoir disparu à la même époque.

#### Marina-Baie des Anges

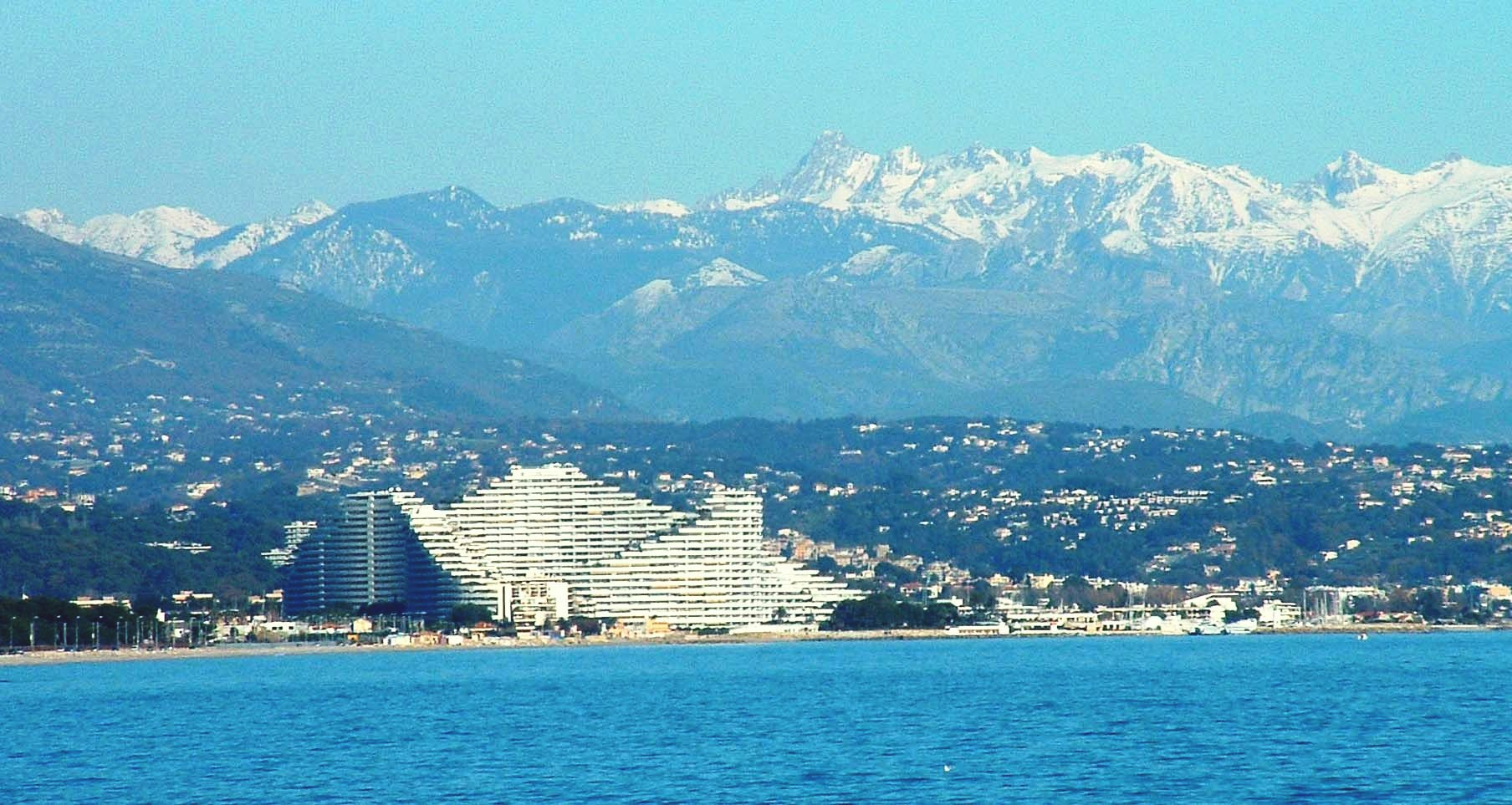
Marina Baie des Anges et le massif du Mercantour-Argentera en hiver.

L’essor des vacances d’été et la politique d’aménagement du territoire des années 1960 suscitent le développement touristique de la Côte d’Azur, déjà urbanisée, où aucune opération de grande envergure n’est programmée excepté les infrastructures. Cette pièce urbaine unique souleva une violente polémique due à son gigantisme et à son effet de barrière visuelle en bord de mer. Œuvre au design d’un effet plastique indéniable, évoquant d’immenses vagues blanches, l’ensemble de l’édifice en gradins s’enroulant sur lui-même est le résultat d’une lente maturation défiant les normes de la réglementation. Sur un site relativement plat de 16 ha entre le rivage et la voie ferrée, 1 300 logements s’organisent autour d’un amphithéâtre constitué d’un port de plaisance et d’un parc. Autour du port, les équipements comprennent des commerces, une piscine et un centre de thalassothérapie. L’ensemble culmine à 70 m. Le souci du concepteur se situe dans l’innovation formelle des pyramides aux lignes pures, dont le style relève du design, faisant référence au Musée Guggenheim de F. L. Wright. La réalisation s’échelonne sur plus de 20 ans dès janvier 1969, sous l’égide du Groupe Marina détenu par Jean Marchand. André Minangoy en est l’architecte. Le premier bâtiment (Amiral) est livré en 1970, le second (Commodore) en 1972. Après l’achèvement du troisième, IGH de 22 étages (Ducal) en 1976, le rythme ralentit et le dernier immeuble (Baronnet), commencé cette année-là, n’est terminé qu’en 1993, en même temps que le centre de thalassothérapie.
L’explosion de l’expressivité architecturale, attisée par le relatif échec du mouvement moderne et la grande liberté qui se développe dans l’art, à l’époque de sa conception, ont favorisé l’édification de cette grandiose cité futuriste, véritable coup d’éclat de la société des loisirs. Le Ministère de la Culture a labellisé Marina-Baie des Anges le 28/11/2000 en tant que « Patrimoine du XXe siècle ».

#### Le château des Baumettes
Après la Seconde Guerre mondiale, le château perd sa vocation résidentielle. Il est acheté en 1964 par la Caisse d'allocations familiales des Basses-Alpes. Un centre culturel y est construit en 1996.

#### Le château de Vaugrenier

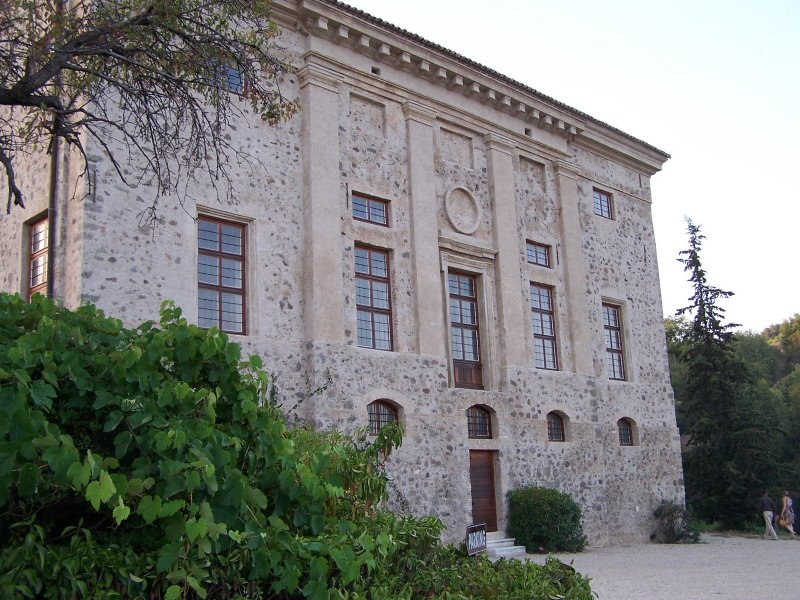
Le château de Vaugrenier

Le château de Vaugrenier est une demeure construite à la fin du XVIe siècle par le célèbre architecte Palladio, originaire de Vicence (Italie). Le château se singularise, à l’étage noble, par une imposante pièce centrale, typique des constructions palladiennes, et un petit oratoire chargé de stucs. Dans les étages et surtout au rez-de-chaussée, on trouve de magnifiques pièces voûtées. Vers 1750, il fut acquis par la famille de l’actuelle propriétaire. À l’origine, le château et ses annexes constituaient un vaste domaine agricole, s’étendant sur 15 ha, constitué de prairies, pâturages à vaches et à moutons, bois et étang, terres de cultures, plantations de mûriers… Ces terres, à l’exception de 3 ha et demi, furent expropriées par le Département en 1960 et 1963, pour constituer le Parc Départemental. Un imposant bâtiment composé d’étables, de granges et d’écuries voûtées est adossé au château. Sur la hauteur du domaine se trouve une ancienne bergerie, restaurée et transformée en salle de réceptions avec fresques. Les travaux de restauration ont permis de découvrir les traces d’une briqueterie et d’une magnanerie (pour l’élevage des vers à soie.) L’expropriation de la majorité du domaine a contraint les exploitants à cesser leurs activités.

### La légende desGranouïe
Selon la légende, les berges du Loup attiraient autrefois les grenouilles en quantité. Excédés par le bruit incessant des coassements la nuit, les villageois décidèrent de les éliminer armés de fourches et de bâtons. Depuis ce jour, ils sont surnommés « Lei Granouïe » en référence au nom provençal de l'animal.
« Lei Granouïe » est actuellement le nom d'une association regroupant les anciens du village.
Depuis quelques années, la grenouille est utilisée sous forme d'emblème, dans diverses publications éditées par la ville.

### Héraldique
| Blason de Villeneuve-Loubet | Blason  | D'or à deux cocons de ver à soie de sable posés en sautoir. |
| Blason de Villeneuve-Loubet | Détails | Le statut officiel du blason reste à déterminer.            |

Le blason de Villeneuve-Loubet évoque la pratique de la sériciculture, activité autrefois très développée en France, notamment dans le quart sud-est où le climat était plus favorable. À la suite de l'édit de Louis XIV de novembre 1692, la commune se vit imposer d'office par les commis de Charles d'Hozier le blason d'or aux deux cocons de ver à soie de sable en sautoir. Au XXe siècle, la commune portait de gueules à deux cocons de ver à soie d'argent, au chef cousu d'azur, chargé de trois lys d'or. Le blason actuellement utilisé est celui de 1692.
L'élevage des cocons de vers à soie à destination de l'industrie lyonnaise est adopté par des agriculteurs villeneuvois à la fin du XVIe siècle afin d'améliorer leurs revenus. Les vers à soie furent victimes d'une épidémie en 1855 et cette activité ne tarda pas à péricliter. Les nombreux mûriers bordant les allées du parc de Vaugrenier, dont les feuilles servaient de nourriture aux vers, sont les derniers vestiges de cette industrie qui contribua à la prospérité de Villeneuve-Loubet pendant plus de trois siècles.

## Personnalités liées à la commune
Villeneuve-Loubet est la patrie du grand cuisinier provençal du XIXe siècle, Auguste Escoffier (1846 - 1935), l'auteur du Guide culinaire et inventeur de la pêche Melba qu'il créa pour une cantatrice d'opéra australienne du même nom : Nellie Melba. Petit cuisinier provençal à ses débuts, il est devenu la coqueluche de la « jet set » de la Belle Époque et consacré « Roi des cuisiniers et cuisinier des Rois ». Sa maison natale, dans le vieux village, est transformée en Musée d'art culinaire.
Entre les deux guerres, le maréchal Philippe Pétain y vécut dans son domaine de l'Ermitage.
Françoise Dorléac (1942-1967) trouve la mort le 26 juin 1967 dans un accident de voiture, sur l'A8, à Villeneuve-Loubet.
L'haltérophile vice-champion olympique en 2008, champion du monde en 2006, champion d'Europe 2007, multiple champion de France Vencelas Dabaya est également Villeneuvois.
Le sculpteur florentin Richard Aurili meurt à VIlleneuve-Loubet le 21 août 1943.